# Font primària
Les fonts primàries són documents que s'han creat durant el període que es vol conèixer, o creades posteriorment per un participant dels successos estudiats, com seria el cas de les memòries. Aquestes fonts reflecteixen el punt de vista de l'autor (o autors).
En l'estudi de la història com a disciplina acadèmica, una font primària (també anomenada font o proves originals) és un element, un document, un diari, un manuscrit, una autobiografia, un enregistrament o qualsevol altra font d'informació que es va crear en l'època objecte d'estudi. Serveix com una font original d'informació sobre el tema. Es poden utilitzar definicions similars en la ciència bibliotecària i en altres àmbits acadèmics, tot i que els diferents camps tenen definicions una mica diferents. En el periodisme, una font primària pot ser una persona amb coneixement directe d'una situació, o un document escrit per aquesta persona.
Les fonts primàries es distingeixen de fonts secundàries, que citen, fan comentaris o es basen en fonts primàries. En general, els comptes escrits després del fet amb el benefici (i possibles distorsions) de la retrospectiva són secundaris. Una font secundària també pot ser una font primària en funció de com s'utilitza. Per exemple, una memòria seria considerada una font primària d'investigació sobre el seu autor o sobre els seus amics que es caracteritzaven, però la mateixa memòria seria una font secundària si s'utilitzava per examinar la cultura en què vivia el seu autor. "Primària" i "secundària" s'han d'entendre com termes relatius, amb fonts categoritzades segons contextos històrics específics i el que s'està estudiant.: 118-246.
L'anàlisi de les fonts primàries permet a l'investigador posar-se tan a prop com és possible als successos històrics o al període que s'està investigant sense la necessitat d'"intermediaris". Requereix coneixements suficients tant de l'època com de qui n'és l'emissor, per a interpretar-los de forma crítica, ja que normalment aporten una visió particular dels fets i a vegades esbiaixada. La font primària es contraposa a la font secundària, que pren més distància amb allò explicat.

## Importància de la classificació de la font

### Història
En l'escriptura acadèmica, un objectiu important de classificar fonts és determinar la seva independència i fiabilitat. En contextos com l'escriptura històrica, gairebé sempre és recomanable utilitzar fonts primàries i que "si no hi ha cap disponible, només amb gran precaució que [l'autor] pot procedir a fer ús de fonts secundàries"

### Altres camps
En l'escriptura acadèmica, l'objectiu de classificar fonts és determinar la independència i la fiabilitat de les fonts. Encara que els termes font primària i font secundària es van originar en la historiografia com a forma de traçar la història de les idees històriques, s'han aplicat a molts altres camps. Per exemple, aquestes idees es poden utilitzar per traçar l'historial de teories científiques, elements literaris i altra informació que es passa d'un autor a un altre.
En la literatura científica, una font primària és la publicació original de les noves dades, resultats i teories d'un científic. En la història política, les fonts primàries són documents com informes oficials, intervencions, fullets, pòsters o cartes dels participants, declaracions oficials d'eleccions i comptes presencials. En la història de les idees o la història intel·lectual, les principals fonts principals són llibres, assaigs i cartes escrites per intel·lectuals; Aquests intel·lectuals poden incloure historiadors, els llibres i assaigs són, per tant, considerats fonts primàries per a l'historiador intel·lectual, tot i que són fonts secundàries en els seus propis camps temàtics. En la història religiosa, les fonts principals són textos religiosos i descripcions de cerimònies i rituals religiosos.
Un estudi sobre la història cultural podria incloure fonts fictícies com ara novel·les o obres de teatre. En un sentit més ampli, les fonts primàries també inclouen artefactes com ara fotografies, notícies, monedes, pintures o edificis creats aleshores. Els historiadors també poden considerar artefactes arqueològics i informes orals i entrevistes. Les fonts escrites es poden dividir en tres tipus.
- Fonts narratives o fonts literàries expliquen una història o missatge. No es limiten a fonts de ficció (que poden ser fonts d'informació per a actituds contemporànies), sinó que inclouen diaris, pel·lícules, biografies, treballs filosòfics líders i treballs científics.
- Les fonts diplomàtiques inclouen cartes estatutàries i altres documents legals que normalment segueixen un format establert.
- Els documents socials són registres creats per organitzacions, com registres de naixements i registres fiscals.

En la historiografia, quan l'estudi de la història està subjecte a l'escrutini històric, una font secundària es converteix en una font primària. Per a una biografia d'un historiador, les publicacions d'aquest historiador serien fonts primàries. Les pel·lícules documentals poden considerar-se una font secundària o font primària, depenent de la quantitat que el cineasta modifiqui les fonts originals.
La Biblioteca de Lafayette College proporciona una sinopsi de fonts primàries en diverses àrees d'estudi:
"La definició d'una font primària varia depenent de la disciplina acadèmica i del context en què s'utilitza.
- En les humanitats, una font primària es podria definir com una cosa que es va crear durant el període que s'està estudiant o després per part de persones que reflexionen sobre la seva implicació en els esdeveniments d'aquest moment.
- En les ciències socials, la definició d'una font primària s'expandirà per incloure dades numèriques que s'han recollit per analitzar les relacions entre persones, esdeveniments i el seu entorn.
- A les ciències naturals, una font primària es podria definir com un informe de troballes o idees originals. Aquestes fonts solen aparèixer en forma d'articles d'investigació amb seccions sobre mètodes i resultats "[10]

## Trobant fonts primàries
Encara que moltes fonts primàries romanen en mans privades, altres estan ubicades en arxius, biblioteques, museus, societats històriques i col·leccions especials. Poden ser públics o privats. Alguns estan afiliats a universitats i escoles superiors, mentre que altres són entitats governamentals. Els materials relacionats amb una àrea podrien estar distribuïts per un gran nombre d'institucions diferents. Aquests poden estar allunyats de la font original del document. Per exemple, la Huntington Library de Califòrnia alberga una gran quantitat de documents del Regne Unit.
Als Estats Units, es poden recuperar còpies digitals de fonts primàries de diversos llocs. La Biblioteca del Congrés manté diverses col·leccions digitals on es poden recuperar. Alguns exemples són American Memory i Chronicling America. L'Arxiu Nacional i l'Administració de registres també tenen col·leccions digitals en Digital Vaults. La Biblioteca Pública Digital d'Amèrica cerca en les col·leccions de fonts primàries digitalitzades de moltes biblioteques, arxius i museus. Internet Archive també té materials primaris en molts formats.
Al Regne Unit, l'Arxiu Nacional proporciona una cerca consolidada del seu propi catàleg i una gran varietat d'altres arxius que figuren en l'índex Access to Archives. Les còpies digitals de diverses classes de documents a l'Arxiu Nacional (incloses les testamentàries) estan disponibles a DocumentsOnline. La majoria dels documents disponibles es refereixen a Anglaterra i Gal·les. Algunes còpies digitals de fonts primàries estan disponibles a l'Arxiu Nacional d'Escòcia. Moltes col·leccions de registres del comtat estan incloses en Access to Archives, mentre que altres tenen els seus propis catàlegs en línia. Moltes oficines de registres del comtat proporcionaran còpies digitals de documents.
En altres regions, Europeana ha digitalitzat materials de tot Europa mentre que la Biblioteca Digital Mundial i Flickr Commons tenen articles de tot el món. Trove té fonts primàries procedents d'Austràlia.
La majoria dels materials d'origen primari no es digitalitzen i només es poden representar en línia amb un registre o trobar ajuda. Tant materials digitalitzats com no digitalitzats es poden trobar a través de catàlegs com WorldCat, el catàleg de la Biblioteca del Congrés, el catàleg d'Arxius Nacionals, etc.

## Ús
La història com a disciplina acadèmica es basa en fonts primàries, tal com ho avalua la comunitat d'estudiosos, que informen les seves troballes en llibres, articles i articles. Arthur Marwick diu que «les fonts primàries són absolutament fonamentals per a la història». L'ideal seria que un historiador utilitzés totes les fonts primàries disponibles que es van crear per les persones implicades en el moment estudiat. A la pràctica s'han destruït algunes fonts, mentre que altres no estan disponibles per a la investigació. Potser els únics testimonis d'un esdeveniment poden ser memòries, autobiografies o entrevistes orals preses anys més tard. De vegades, l'única evidència relacionada amb un esdeveniment o persona en un passat llunyà va ser escrita o copiat dècades o segles després. Els manuscrits que són fonts de textos clàssics poden ser còpies de documents o fragments de còpies de documents. Aquest és un problema comú en els estudis clàssics, on de vegades només hi ha un resum d'un llibre o una carta que ha sobreviscut. Les dificultats potencials amb fonts primàries tenen com a conseqüència que la història s'utilitza generalment a les escoles que utilitzen fonts secundàries.
Els historiadors que estudien el període modern amb la intenció de publicar un article acadèmic prefereixen tornar a les fonts primàries disponibles i buscar noves (en altres paraules, oblidades o perdudes). Les fonts primàries, ja siguin exactes o no, ofereixin noves aportacions a qüestions històriques i la història més moderna gira entorn de l'ús intensiu d'arxius i col·leccions especials per tal de trobar fonts primàries d'utilitat. No és probable que un treball sobre la història sigui considerat com a becari si només cita fonts secundàries, ja que no indica que s'hagi realitzat una investigació original.
No obstant, les fonts primàries -especialment les anteriors al segle XX- poden tenir reptes ocults. "Les fonts primàries, de fet, solen ser fragmentàries, ambigües i molt difícils d'analitzar i interpretar". Els significats obsolets de les paraules familiars i el context social es troben entre les trapes que esperen el nouvingut als estudis històrics. Per aquesta raó, la interpretació dels textos primaris normalment s'ensenya com a part d'un curs d'història avançada de la universitat o de postgrau, tot i que també és possible l'autoaprenentatge avançat o la formació informal.
Hom fa les següents preguntes sobre les fonts primàries:
- Quin és el to?
- Qui és l'audiència prevista?
- Quin és el propòsit de la publicació?
- Quines hipòtesis fa l'autor?
- Quines són les bases de les conclusions de l'autor?
- L'autor està d'acord o en desacord amb altres autors de l'assignatura?
- El contingut està d'acord amb el qual sap o ha après sobre el problema?
- On es va fer la font? (qüestions de biaix sistèmic)

## Fortaleses i debilitats
En molts camps i contextos, com ara l'escriptura històrica, és gairebé sempre recomanable utilitzar fonts primàries, si és possible, i "si no hi ha cap, només és amb gran precaució que [l'autor] pugui procedir a utilitzar fonts secundàries. " A més, les fonts primàries eviten el problema inherent a fonts secundàries en què cada nou autor pot distorsionar i posar un nou gir sobre les troballes dels autors esmentats anteriorment.
"Una història, l'autor obté conclusions d'altres que fonts primàries o fonts secundàries basades en fonts primàries, és, per definició, la ficció i no la història".
— Kameron Searle
No obstant, una font primària no és necessàriament més d'una autoritat o millor que una font secundària. Hi pot haver biaixos i visions tàcites inconscients que giren la informació històrica.
"El material original pot ser ... perjudicat, o almenys no exactament el que diu ser".
— David Iredale
Els errors es poden corregir en fonts secundàries, sovint sotmeses a revisió d'experts, poden estar ben documentades, i sovint són escrits per historiadors que treballen en institucions on la precisió metodològica és important per al futur de la carrera i la reputació de l'autor. Els historiadors consideren la precisió i l'objectivitat de les fonts primàries que estan utilitzant i els historiadors subjecten tant fonts primàries com secundàries a un alt nivell d'escrutini. Una font principal, com ara una entrada al diari (o la versió en línia, un bloc), en el millor dels casos, només pot reflectir l'opinió d'un individu sobre els esdeveniments, que poden ser veraces, precises o completes.
Els participants i testimonis oculars poden malinterpretar esdeveniments o distorsionar els seus informes, deliberadament o no, per millorar la seva pròpia imatge o importància. Aquests efectes poden augmentar amb el temps, ja que la gent crea una narrativa que potser no sigui exacta. Per a qualsevol font, primària o secundària, és important que l'investigador avaluï la quantitat i la direcció del biaix. Com a exemple, un informe del govern pot ser una descripció precisa i imparcial dels esdeveniments, però pot ser censurada o alterada per propòsits de propaganda o encobriment. Els fets es poden distorsionar per presentar els costats oposats en una llum negativa. Els advocats ensenyen que les proves en un cas judicial poden ser veraces, però encara poden distorsionar-se per recolzar o oposar-se a la posició d'una de les parts.

## Classificació de fonts
Alguns exemples de fonts primàries poden ser llibres que tracten de la mateixa època sobre la qual s'està investigant i escrits d'aleshores, memòries, cartes, entrevistes, autobiografies, diaris o revistes de l'època, manuscrits, discursos, fotografies, enregistraments sonors, enregistraments audiovisuals o pel·lícules de l'època.
Moltes fonts es poden considerar primàries o secundàries, depenent del context en què s'examinin. A més, la distinció entre fonts primàries i secundàries és subjectiva i contextual, de manera que les definicions precises són difícils de realitzar. Una revisió del llibre, quan conté l'opinió del revisor sobre el llibre en lloc d'un resum del llibre, es converteix en una font primària.
Si un text històric analitza documents antics per obtenir una nova conclusió històrica, es considera una font primària per a la nova conclusió. Exemples en què una font pot ser primària i secundària inclouen un obituari o una enquesta de diversos volums d'una revista que conté la freqüència d'articles sobre un determinat tema.
Si una font es considera primària o secundària en un context determinat, pot canviar, depenent de l'estat actual del coneixement dins del camp. Per exemple, si un document fa referència al contingut d'una carta anterior però no descoberta, aquest document es pot considerar "primari", ja que és el més conegut d'una font original; però si la carta es troba més tard, es pot considerar "secundària"
En alguns casos, el motiu d'identificar un text com a "font primària" pot derivar-se del fet que no hi ha cap còpia del material original original o que és la font més antiga existent per a la informació citada.

## Falsificacions
Els historiadors ocasionalment han de contenir documents falsificats que volen ser fonts primàries. Aquestes falsificacions s'han construït generalment amb un propòsit fraudulent, com promulgar drets legals, recolzar pedigrees falses o promoure interpretacions particulars d'esdeveniments històrics. La investigació de documents per determinar la seva autenticitat es diu diplomàtica.
Durant segles, els papes van usar la donació forjada de Constantí per reforçar el poder secular del papat. Entre les primeres falsificacions es troben falses cartes constitutives anglosaxones, un nombre de falsificacions del segle xi i el segle xii produïdes per monestirs i abadies per a donar suport reclamacions territorials on el document original s'havia perdut o innclús mai no existí. Una falsificació particularment inusual d'una font primària va ser perpetrada per Sir Edward Dering, que va col·locar falsos monumentals de llautó en una església parroquial. El 1986 Hugh Trevor-Roper "va autenticar" els Diaris de Hitler, que posteriorment van ser falsificats. Recentment s'han col·locat documents falsos dins dels Arxius Nacionals del Regne Unit amb l'esperança d'establir una procedència falsa. No obstant això, els historiadors que s'ocupen dels darrers segles rares vegades troben falsificacions de qualsevol importància: 22-25